# Државни пут 235
Државни пут IIА реда 235 је регионални пут у јужној Србији. Пут повезује долину Пчиње и Трговиште са Кривом Паланком у Македонији.

## Траса пута
| \| \| \| \| Везе \| \| -- \| --------- \| \| ---------------------- \| \| 0 \| Трговиште \| \| Света Петка, Радовница \| \| 8 \| Калово \| \| \| \| 11 \| Калово \| \| Крива Паланка \| |           |  |                        |
| |           |  | Везе                   |
| 0 | Трговиште |  | Света Петка, Радовница |
| 8 | Калово    |  |                        |
| 11 | Калово    |  | Крива Паланка          |